# Héctor Belo
Héctor Belo Herrera (* 6. Mai 1905 in Montevideo; † 1936 ebenda) war ein uruguayischer Fechter.
Héctor Belo trat als Fechter bei den Olympischen Sommerspielen 1924 in den Fechtwettbewerben sowohl in der Degen- als auch in der Säbelkonkurrenz im Einzel und mit der Mannschaft an. Belo erreichte dabei sein bestes Ergebnis in der Säbel-Einzel-Wertung. Dort stieß er bis ins Halbfinale vor.